# Oskar von Joeden-Koniecpolski
Oskar Julius Karl von Joeden-Koniecpolski (* 19. Dezember 1830 auf dem Gut Grumsdorf, Provinz Pommern; † 9. Juni 1891 in Manhattan, New York) war ein deutscher Rittergutsbesitzer und Verwaltungsbeamter.

## Leben
Oskar von Joeden-Koniecpolski war ein Angehöriger einer briefadeligen Familie aus Westpreußen, die sich später der Schreibweise von Joeden bediente. Er war ein Sohn aus zweiter Ehe des Rittergutsbesitzers Karl von Joeden-Koniecpolski (1803–1869) und der Blanka Franziska von Glasenapp-Wurchow (1811–1899), Tochter der Wilhelmine von Dittmar und des Gutsbesitzers, Major Christoph von Glasenapp. Die Ehe der Eltern wurde geschieden und der Vater heiratete erneut.
1848 machte er sein Abitur am Marienstiftsgymnasium in Stettin. Oskar studierte an den Universitäten Berlin und Breslau Rechtswissenschaften und teils Kameralistik. Im Jahre 1849 wurde er Mitglied des Corps Marchia Berlin. 1850 schloss er sich dem Corps Marchia Breslau an. Nach dem Studium wurde er Besitzer der Rittergüter Grabau und Schlochau und war Gerichts-Assessor. 1855 war er Kammergerichts-Referent. Von 1861 bis 1865 war er Landrat des Kreises Schlochau.
Später gab er sein Gut Grabau auf und wanderte in die Vereinigten Staaten aus, wo er in New York und New Jersey bis zu seinem Tod lebte.

## Genealogie
- Marcelli Janecki: Handbuch des Preußischen Adels. Band 1. Hrsg. Königliches Herolds-Amt Berlin, Ernst Siegfried Mittler und Sohn, Berlin 1892, S. 239.
- Gothaisches Genealogisches Taschenbuch der Briefadeligen Häuser 1907. 1. Jahrgang, Justus Perthes, Gotha 1906, S. 346.